# 川島慶子
川島 慶子（かわしま けいこ、1959年〈昭和34年〉- ）は、日本の科学史家。名古屋工業大学教授。専門は18世紀フランスの科学史。兵庫県神戸市出身。

## 経歴
1983年京都大学理学部地球物理学科卒業。1987年に東京大学大学院理学系研究科科学史科学基礎論修士課程を修了後、1989年（平成元年）パリの社会科学高等研究院に留学、1991年（平成3年）に同院を修了する。2007年（平成19年）より、名古屋工業大学教授を務めている（2018年〈平成30年〉時点）。
女性科学者らの素顔に迫った研究で知られており、ジェンダーの視点を取り入れた科学史研究が、新たな手法として評価されている。
2005年（平成17年）に著した『エミリー・デュ・シャトレとマリー・ラヴワジエ - 18世紀フランスのジェンダーと科学』により、翌2006年（平成18年）に女性史青山なを賞を受賞。2010年（平成22年）には、ラジウム発見で知られるマリ・キュリー（キュリー夫人）を取り上げた『マリー・キュリーの挑戦』を著し、同書を含む一連の業績により同2010年、優れた学術研究を続けている若手研究者に贈られる「山崎賞」を受賞する。
『マリー・キュリーの挑戦』においては、マリの人物像に「偉大な科学者にして、良妻賢母」のイメージが強いことに異を唱え、マリが研究対象の放射線の害を強く否定した姿や、科学アカデミーから受けた拒絶など、負の側面にも光を当てている。科学史に大きく貢献した研究者でも、女性というだけで恋愛遍歴や男性科学者への貢献しか歴史に残されないケースが多いことから、歴史の主役は男女平等であるべきとし、ゴシップの対象でも聖女でもない女性科学者たちを書きたかったという。
主な論文には「マリー・キュリーにとっての戦争、革命」（「女性研究者の特性とリーダーシップ」研究報告）などがある。
国際的にも活躍しており、2013年（平成25年）には先述の『エミリー・デュ・シャトレと〜』のフランス語訳がフランスで出版されている。